# Fanny Kassel

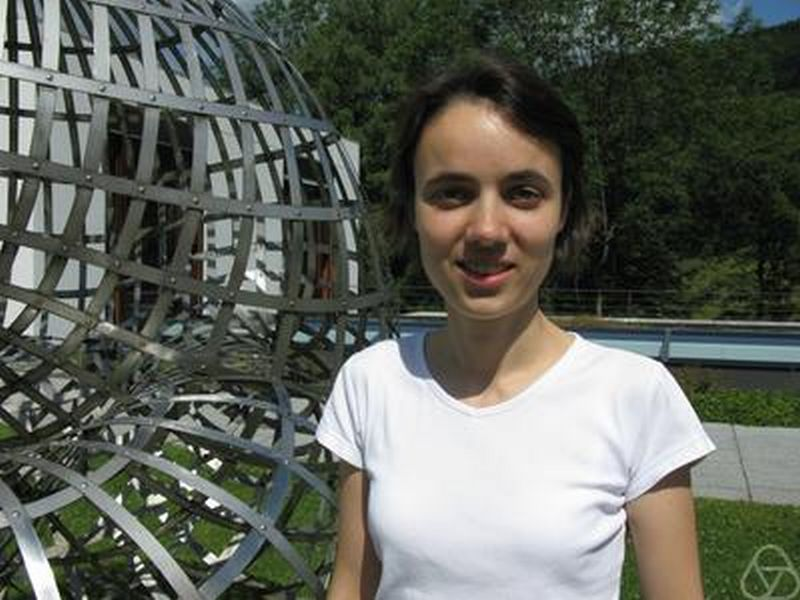
Fanny Kassel, Oberwolfach 2011

Fanny Kassel (* 1983) ist eine französische Mathematikerin.
Kassel, die Tochter von Christian Kassel, wurde 2009 bei Yves Benoist an der Universität Paris-Süd in Orsay promoviert (Compact quotients of real or p-adic homogeneous spaces), war 2011 bis 2016 am Laboratoire Paul Painlevé des CNRS an der Universität Lille I und habilitierte sich 2016 (Géométrie d'actions de groupes discrets). Sie forscht für das CNRS am Laboratoire Alexandre Grothendieck des IHES.
Kassel befasst sich mit Geometrie und Dynamik diskreter Untergruppen von Liegruppen, darunter auch von Raumzeit-Geometrien mit pseudoriemannscher Metrik, Anti-DeSitter-Räume und projektiven Geometrien. Sie war eingeladene Sprecherin auf dem Internationalen Mathematikerkongress 2018 in Rio de Janeiro (Geometric structures and representations of discrete groups).
2015 erhielt sie die Bronzemedaille des CNRS und 2016 einen Starting Grant des European Research Council.

## Schriften
- mit J. Danciger, F. Guéritaud: Proper affine actions for right-angled Coxeter groups. Duke Math. J. 169, No. 12, 2231–2280 (2020).
- mit F. Guéritaud, O. Guichard, A. Wienhard: Anosov representations and proper actions. Geom. Topol. 21, No. 1, 485–584 (2017).
- mit J. Danciger, F. Guéritaud: Margulis spacetimes via the arc complex, Invent. Math., Band 204, 2016, S. 133–193, Arxiv
- mit J. Danciger, F. Guéritaud:  Geometry and topology of complete Lorentz spacetimes of constant curvature, Ann. Sci. Éc. Norm. Supér., Band 49, 2016, S. 1–56. Arxiv
- mit Toshiyuki Kobayashi: Poincaré series for non-Riemannian locally symmetric spaces, Adv. Math., Band 287, 2016, S. 123–236, Arxiv